# رضاباغی
رضاباغی، روستایی از توابع شهرستان فامنین در استان همدان ایران است.
روستای رضاباغی از توابع بخش پیشخور شهرستان فامنین می باشد که با مرکز همدان 95 کیلومتر فاصله دارد و با مرکز شهرستان فامنین 39 کیلومتر و با شهر ساوه 90 کیلومتر و با اتوبان ساوه-همدان 9 کیلومتر فاصله دارد.
از روستاهای محروم استان و کشور می باشد و ساکنان روستا به دامداری و کشاورزی ( گندم دیم ) مشغول هستند،
متاسفانه اکثرا در استان قم و استان تهران ساکن می باشند که درآمد روستا را در آنجا سرمایه گذاری میکنند. 
گردشگری:
در اطراف روستا چشمه ای به نام سور دهله وجود دارد که خاصیت درمانی دارد.
کوهستان پاشالو
پیدایش:
یک شخصی در سال های دور در آنجا زندگی می کرده که نامش رضا بوده و باغی هم داشته که بخاطر همین اسم آن مزرعه و یا باغ را رضا باغی می گویند.
بعدا شخصی به نام زیادعلی بگ از روستای قمومشانه ( کموشان ) کوچ کرده و در آنجا سکنی گزیده است
و روایتی هم هست که پدر بزرگ آقای عباد الله و اصغر حسنی از پایه گذاران این روستا بوده است.

## جمعیت
این روستا در دهستان پیشخور قرار دارد و براساس سرشماری مرکز آمار ایران در سال ۱۳۹۵، جمعیت آن ۱۴۶ نفر (۵۰خانوار) بوده‌است.